# Canton de Dole-Nord-Est
Le canton de Dole-Nord-Est est une ancienne division administrative française, située dans le département du Jura et la région Franche-Comté.

## Composition
Le canton de Dole-Nord-Est se composait d’une fraction de la commune de Dole et de six autres communes. Il comptait 19 352 habitants (population municipale) au 1er janvier 2012.
| Nom               | Code Insee | Intercommunalité | Population (dernière pop. légale)               |
| ----------------- | ---------- | ---------------- | ----------------------------------------------- |
| Dole (chef-lieu)  | 39198      | CA Grand Dole    | Fraction : 13 406(2012) Commune : 23 312 (2014) |
| Biarne            | 39051      | CA Grand Dole    | 397 (2014)                                      |
| Champvans         | 39101      | CA Grand Dole    | 1 366 (2014)                                    |
| Foucherans        | 39233      | CA Grand Dole    | 2 077 (2014)                                    |
| Monnières         | 39345      | CA Grand Dole    | 438 (2014)                                      |
| Sampans           | 39501      | CA Grand Dole    | 1 083 (2014)                                    |
| Villette-lès-Dole | 39573      | CA Grand Dole    | 766 (2014)                                      |

## Représentation

### Conseillers généraux de l'ancien canton de Dole (1833 à 1973)
| Période | Période      | Identité                    | Étiquette          | Qualité |
| ------- | ------------ | --------------------------- | ------------------ | --- |
| 1833    | 1861         | Pierre-Louis Jeannez        |                    | Avocat à Dole |
| 1861    | 1864         | Paul de Tinseau (1813-1893) |                    | Maire de Saint-Ylie |
| 1864    | 1871         | Arthur de Tinseau           |                    | Maire de Saint-Ylie |
| 1871    | 1886         | Alfred Lombard              | Républicain        | Docteur en médecine Député (1879-1885) |
| 1886    | 1890 (décès) | Lucien Hippolyte Vertray    | Radical            | Ingénieur de la Compagnie des chemins de fer Maire de Dole                                                                                           |
| 1890    | 1892         | Pierre-Marie Pidoux         | Républicain        | Directeur du comptoir d'escompte de Dole |
| 1892    | 1893 (décès) | Charles Fornasari           | Radical            | Médecin à Menotey puis à Dole |
| 1893    | 1898 (décès) | Pierre-Marie Pidoux         | Républicain        | Directeur du comptoir d'escompte de Dole |
| 1898    | 1910         | Antoine Mollard             | Républicain        | Chimiste industriel puis Directeur de la République du Jura Député (1900-1906) - Sénateur (1906-1920) Conseiller municipal de Dole                   |
| 1910    | 1940         | Samuel-Désiré Benoît-Barnet | Rad.               | Avoué à Dole Président du Conseil Général (1939-1940)                                                                                                |
|         |              |                             |                    | |
| 1943    | 1945         | Paul Amoudru                |                    | Avocat Maire de Dole (1942-1944) Nommé conseiller départemental en 1943                                                                              |
|         |              |                             |                    | |
| 1945    | 1951         | André Barthélémy            | PCF                | Inspecteur des P.T.T. Député (1945-1958) |
| 1951    | 1964         | Maurice Delcey (1908-1969)  | DVD                | Imprimeur à Dole |
| 1964    | 1973         | Jacques Duhamel             | Rass.dém. puis CDP | Maître des requêtes au Conseil d'État Député (1962-1977) Ministre (1969-1973) Maire de Dole (1968-1976) Elu en 1973 dans le Canton de Dole-Sud-Ouest |

### Conseillers d'arrondissement du canton de Dole (de 1833 à 1940)
| Période                                  | Période          | Identité                        | Étiquette        | Qualité |
| ---------------------------------------- | ---------------- | ------------------------------- | ---------------- | --- |
| 1833                                     | 1839             | Guy François Rémi Titon de Raze |                  | Médecin, maire de Foucherans                                                                                             |
| 1839                                     | 1848             | Léonard Dusillet                | Bonapartiste     | Littérateur, journaliste, ancien maire de Dole (1816-1834)                                                               |
|                                          |                  |                                 |                  | |
| av.1885                                  | 1894 (démission) | Henri Gibaud                    |                  | Maire de Monnières |
| 1894                                     | 1914 (décès)     | Alphonse Krügell (1841-1914)    | Républicain Rad. | Receveur des contributions indirectes puis libraire, conseiller municipal de Dole, Président du Conseil d'arrondissement |
| 1914                                     | 1935             | Marius Pieyre                   | Rad.             | Professeur, maire de Dole (1907-1935), député (1928-1932), sénateur (1932-1935)                                          |
| 1931                                     | 1937             | Jean Adolphe Pointaire          | Rad.             | Vétérinaire, maire de Dole (1935-1942)                                                                                   |
| 1935                                     | 1940             | Justin Pannaux (1879-1951)      | SFIO             | Ouvrier, conseiller municipal de Dole Déporté en Allemagne                                                               |
| 1940                                     |                  |                                 |                  | Les conseils d'arrondissement ont été suspendus par la loi du 12 octobre 1940 et n'ont jamais été réactivés              |
| Les données manquantes sont à compléter. |                  |                                 |                  | |

### Conseiller généraux du canton de Dole-Nord-Est (1973 à 2015)
| Période | Période | Identité                     | Étiquette                      | Qualité |
| ------- | ------- | ---------------------------- | ------------------------------ | --- |
| 1973    | 1985    | Jean-Pierre Santa Cruz       | PS                             | Médecin Député (1981-1986 ; 1988-1993) Maire de Dole (1977-1983)                                                                                         |
| 1985    | 1998    | Pierre Talagrand (1932-2011) | UDF                            | Adjoint au Maire de Dole |
| 1998    | 2004    | Dominique Voynet             | Les Verts                      | Médecin anesthésiste Députée (1997) Ministre (1997-2001) Conseillère municipale de Dole (1989-2004) Sénatrice (2004-2011) Maire de Montreuil (2008-2014) |
| 2004    | 2015    | Patrick Viverge              | PS puis PG puis Nouvelle Donne | Masseur kinésithérapeute à Dole |